# Centre d'Estudis d'Opinió
El Centre d'Estudis d'Opinió (CEO) és l'òrgan de la Generalitat de Catalunya encarregat de realitzar les enquestes sobre intenció de vot, valoració de partits i líders polítics i els estudis postelectorals. És l'òrgan de referència de la Generalitat de Catalunya pel que fa a tot tipus d'estudis d'opinió pública. Fou creat per decret l'11 de gener de 2005 i per llei com a organisme autònom el 6 de juliol de 2007. Anteriorment, aquesta tasca la desenvolupava l'Idescat.
Tres cops l'any realitza el Baròmetre d'Opinió Política (BOP), que analitza profundament el comportament i l'evolució de les opinions polítiques dels catalans, així com els principals problemes que percep la ciutadania, la valoració dels partits polítics i dels seus líders, les situacions sociolaborals, etc. Aquesta és també l'enquesta del CEO emprada per fer estimacions electorals.
A més dels BOP realitza els Índexs de Satisfacció Política (ISP) i altres baròmetres com Valoració del govern, Debat de Política General, Perfil Mediàtic dels electors dels partits parlamentaris així com estudis puntuals com Els valors democràtics, 30 anys després del 15 de juny de 1977, Percepció de nivell de vida i actituds davant de la política, Valors bàsics, circumstàncies vitals i orientacions polítiques entre d'altres.
El seu director, és nomenat pel Govern de Catalunya a proposta del conseller d'Economia i Finances i compta amb un Consell Rector que s'encarrega de planificar i programar la seva activitat. El Comitè està constituït per un president, també nomenat per l'executiu a proposta del conseller d'Economia, i per dotze vocals. Vuit d'aquests membres seran alts càrrecs de l'Administració i els quatre restants seran experts escollits pel Govern procedents de l'àmbit de les ciències polítiques, socials, econòmiques i l'estadística.
El 20 de juny de 2013, el Govern espanyol liderat per Mariano Rajoy (PP) proposà suprimir, entre d'altres, aquest òrgan de la Generalitat de Catalunya dins de la reforma prevista de les administracions.
El gener de 2024 el govern va aprovar la creació d'un Consell Assessor Internacional (CAI), format per nou persones expertes en metodologia d'enquestes.

## Directors del CEO
- Gabriel Colomé i Garcia (gener de 2005 - gener de 2010)
- Jordi Argelaguet i Argemí (gener de 2010 - 2021)
- Jordi Muñoz i Mendoza[5][6] (octubre 2021- setembre 2024)
- Juan Rodríguez Teruel[7] (setembre 2024 - )

## Consell Assessor Internacional
- Eva Anduiza Perea. Universitat Autònoma de Barcelona
- Bernd Weiss. Leibniz Institute for the Social Sciences in Mannheim
- Ruth Dassonneville, Universitat de Montréal
- Cristiano Vezzoni. Università degli Studi di Milano
- Kimmo Grönlund. Finnish Research Infrastructure for Public Opinion
- Anke Daniela Tresch. Swiss Centre of Expertise in the Social Sciences, Universitat de Lausana
- Daniel Oberski. Universitat d'Utrecht
- Elisabeth Ivarsflaten. Universitat de Bergen.
- Johan Martinsson. Universitat de Göteborg.
- Sylvia Kritzinger. Universitat de Viena.